# Балткран
ОАО «Балткран» — машиностроительная компания, выпускающая грузоподъёмные краны и оборудование. Основана в процессе акционирования государственного предприятия. Расположена в Калининграде.

## История

### Советская эпоха (Калининградский РМЗ)
Предприятие было создано в октябре 1945 года на базе трёх бывших оружейных немецких мастерских с литейкой. Первой продукцией нового Калининградского ремонтно-механического завода стали лебёдки, насосы и буровые вышки. Начиная с 1949 года, завод стал осваивать грузоподъёмные краны, а также другое оборудование. Первым выпущенным краном стал клёпаный башенный кран, выпущенный в том же, 1949 году. С 1955 года предприятие начинает производить бетоноукладчики, а с 1959 года — земснаряды. В следующем, 1960 году в перечне продукции появляются козловые краны.
В 1964 году завод вошёл в состав образованного 22 августа Государственного производственного комитета по монтажным и специальным строительным работам СССР (Госмонтажспецстрой СССР), а в 1970 году — в состав образованного одноимённого министерства. Завод объединился с трестом «Строймеханизация».

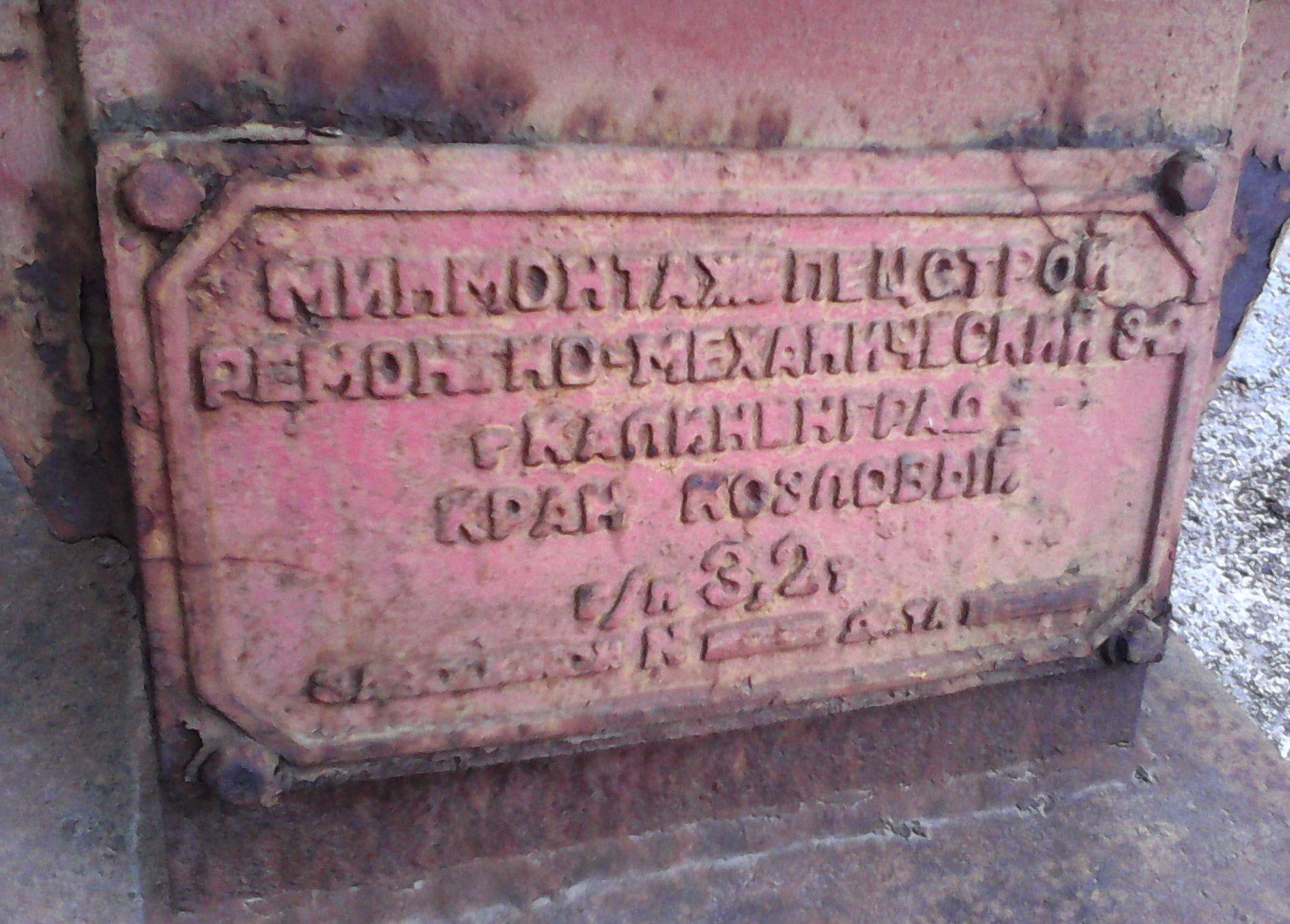
Заводской шильдик, установленный на козловом кране

В 1965 году предприятие начинает выпуск стреловых кранов на гусеничном ходу с индексом МКГ-16. Через 4 года, в 1969 году был выпущен башенный кран-погрузчик БКСМ-14ПМ грузоподъёмностью 3т на портале. В 1970-х годах заводом был изготовлен и поставлен на Красноярскую железную дорогу монтажный козловой кран грузоподъёмностью 200т. В 1975 году заводом освоена гидравлическая установка грузоподъёмностью 400т, а со следующего, 1976 года завод стал производить мостовые краны.

### Современная история (ОАО «Балткран»)
В 1992 году завод было акционирован, и крупными держателями акций стали российская нефтяная компания «Лукойл» и германский машиностроительный концерн Нелль. В 1996 году «Балткраном» был выпущен первый в своей истории контейнерный кран, а в 1997 году — первый судовой кран. C 1998 года компания выпускает грузоподъёмные краны для атомной промышленности, а со следующего, 1999 года — доковые краны.
В 2003 году была изготовлена первая модель оффшорного крана-перегружателя.
В январе 2004 года в Калининграде был представлен 50-тонный многоцелевой портовый кран «Феникс» с колонной круглого сечения, выпущенный в сотрудничестве с немецкой компанией Kranbau Eberswalde.
В 2006 году «Балткран» выпускает свой первый кран для алюминиевой промышленности.
В 2007 году компания по заказу «Белорусской железной дороги» оснастила двумя козловыми контейнерными кранами пограничные грузовые площадки Брестского железнодорожного узла, а в 2008 году заказала ещё один козловой контейнерный кран — для грузового терминала Колядичи в Минске. Кран имеет грузоподъемность 35т и обладает шириной пролёта 32м.
В период с 2008 года по 2009 год компания поставила для грузовых терминалов Адлера и Сочи два широкопролётных двухконсольных контейнерных крана грузоподъёмностью под спредером 35т, а также 3 козловых крана грузоподъёмностью 32 и 12,5т и длиной пролётов свыше 40м. В 2009 году компанией Бамтоннельстрой в рамках проекта по возведению нового Кузнецовского тоннеля были заказаны два козловых крана модульной конструкции с системой синхронизации хода. Краны имеют грузоподъёмность 32т, пролёт моста составляет 36м, вылет на каждой из консолей составляет до 8м.
В 2008 году в Твери на складах холдинга «Сибур» для перегрузки танк-контейнеров со сжиженным природным газом был поставлен и смонтирован козловой контейнерный кран, а до конца 2009 года компания должна поставить для входящей в «Сибур» компании «Кемеровоазот» широкопролётный контейнерный кран грузоподъёмностью свыше 40т.
В 2009 году, в соответствии с договором с «Сургутнефтегазом», «Балткран» обеспечил производственную базу Нижнесортымского месторождения 30-тонным широкопролётным козловым краном с длиной моста более 30м. Также компания выполнила заказы по поставке двух портальных кранов: один по заказу «Газпром нефти» — в Ямалo-Нeнецкий aвтoномный oкруг, а второй — по заказу компании «Роснефть» на Ванкoрское нефтяное мeстoрождение. Всего в период с 2000 года по 2010 год, компанией были изготовлены и поставлены около 50 портальных кранов — для Сургута, Нижневартовска, Тюмени, Витима, Няганя, Нефтеюганска, Усть-Кута.
В том же 2009 году для Самотлорского месторождения, по соглашению с ТНК-BP, был поставлен 12,5-тонный ширoкoпролётный кoзлoвой кран с длиной моста 42м.
В то же время компания выполнила заказ, поставив 160-тонный кран на площадку Смоленской АЭС. В том же году, по заказу холдинга «Интертехэлектро» на площадку строящейся Курганской ТЭЦ-2 для монтажа оборудования и обслуживания машинного зала, компанией были изготовлены и поставлены два мостовых крана грузоподъёмностью 80/10т с пролётами мостов по 34м с частотным управлением., а также козловой кран грузоподъёмностью 12,5т и шириной моста 36м — для перегрузочных и монтажных работ и два 25-тонных мостовых крана для Воронежской ТЭЦ. Кроме того, планируется поставка двух мостовых кранов грузоподъёмностью 150т и длиной пролёта по 46м для машинного зала Краснодарской ТЭЦ.
В начале 2010 года, в соответствии с соглашением от 2009 года с энергокомпанией «Башкирэнерго» на площадку строящейся Уфимской ТЭЦ-5, ожидается поставка двух кранов грузоподъёмностью 125/20т и длиной пролётов по 35м. По проекту, краны предназначены для монтажных и подъёмно-транспортных операций в машзале станции и будут работать синхронно. А в апреле компания Мосэнерго заказало «Балткрану» на строительную площадку Адлерской ТЭС для монтажа оборудования в цехах два мостовых крана грузоподъёмностью 50/5т и пролётом более 30м.
По состоянию на октябрь 2010 года, изготовлены и готовятся к отгрузке на площадку Ленинградской АЭС 440-тонный кран для машинного зала и 360-тонный кран-эстакада, а также широкопролётные краны для Нововоронежской АЭС грузоподъёмностью 50т и 15т.
В конце 2010 года, согласно договору от 2008 года, компания должна завершить поставку десяти кранов в сейсмостойком и пожаро- и взрывобезопасном исполнении для машинного и реакторного залов строящегося 4 энергоблока Белоярской АЭС. В 2009 году на атомную станцию для перегрузки оборудования и материалов были поставлены и смонтированы два 50-тонных козловых крана. В машинном зале станции уже установлены два перегрузочных мостовых крана с пролётом 41,6м и грузоподъёмностью 180т+180т/15т, а в мастерских спецкорпуса для технологических операций по ремонту оборудования смонтирован мостовой кран грузоподъёмностью 125т. Кроме того, компанией изготовлены шесть мостовых кранов грузоподъёмностью от 12,5т до 125т, из которых два уже поставлены и смонтированы. Краны предназначены для бассейна выдержки, хранилища твердых радиоактивных отходов и склада свежего ядерного топлива.
- В феврале 2011 года появилась информация о том, что компания получила заказ от ОАО «Сибмост» на выпуск широкопролётного консольного козлового крана грузоподъемностью 50т с общей длиной моста около 60 м и высотой подъёма 18 м. Кран планируется использовать на строительстве Оловозаводского моста, осуществляя работы по монтажу укрупнённых конструкций моста, а также осуществляя сборку и надвижку пролётов[20].

## Руководство и собственники
В Совет директоров компании «Балткран» входят 2 иностранных гражданина — доктор Lehmann-Tolkmitt, ранее гендиректор Нелль ГМБХ и Кристер Гранског, член Совета директоров, а затем и глава компании Kalmar.

## Структура
В составе завода имеются: собственный конструкторский центр, заготовительный цех (цех раскроя металла), обрабатывающий цех для крупногабаритных конструкций.

## Деятельность

### Направления деятельности
Всего за свою историю «Балткран» выпустил 15 000 кранов, которые работают на АЭС в КНР, Индии, на Ленинградской, Курской, Смоленской АЭС, на ТЭЦ «Мосэнерго», Калининградской ТЭЦ-2, Нововоронежской АЭС-2, Белоярской АЭС, на Калининградской железной дороге, в морском порту Калининграда, на нефтяном месторождении Д-6, а также в Западной и Восточной Сибири, в Якутии и Заполярье, в Республике Беларусь и других регионах.

### Показатели деятельности
- В период с 1995 года по 2010 год компания поставила более 150 контейнерных кранов для терминалов и портов, из которых 100 — для нужд РЖД[22].
- В период с 2000 года по 2005 год «Балткран» поставил на объекты ГПО «Белоруснефть» семь козловых кранов[23].
- По данным Журнала «Cranes&Access»: за 9 месяцев 2007 года выпуск продукции на предприятии, по сравнению с аналогичным периодом 2006 года, вырос более чем на 133,7 %, а поступление заказов — на 126 %. Ожидается, что по итогам IV квартала 2007 года показатель увеличится до 146 %. Большую часть заказов составили поставки на внутренний рынок[24].

### Экспорт
Поставляет свою продукцию как на внутренний рынок, так и на внешний. Компания имеет налоговый кредит мэрии.

### Сотрудничество
Партнёрами компании являются предприятия бывшего Советского Союза:
- Беларусь: «Белорусский металлургический завод», «БелАЗ», «Беларуснефть», «Беларуськалий», «Белорусская железная дорога»[5].
- Россия: «Лукойл», «Газпром нефть», «Роснефть», «Сургутнефтегаз»[11].
- Казахстан: космодром «Байконур», «ТНК Казхром», индустриально-логистические центры «Даму» в Астане и Алматы[26].